# Африканска мишка пигмей
Африканската мишка пигмей (Mus minutoides) е вероятно най-дребният гризач на света и един от най-малките бозайници. Цветът ѝ варира от сиво до тухлено червено, а долната част на тялото е бледа. Възрастните екземпляри достигат големина от 30 до 80 mm и опашка от 20 до 40 mm. На маса достигат от 2 до 12 грама.
Достигат полова зрялост за 6 до 8 седмици. Бременността продължава около 20 дни и се раждат до 3 малки. Продължителността на живота им е около 2 години.